# Der Graf von Charolais
Der Graf von Charolais ist ein deutsches Stummfilmdrama von Karl Grune aus dem Jahre 1922. Die Hauptrollen spielen Eva May, Wilhelm Dieterle und Eugen Klöpfer.

## Handlung
Irgendwo im mittelalterlichen Burgund. Der alte Graf von Charolais ist ein ausgezeichneter Feldherr, aber komplett verarmt. Bereits im Moment des Friedens, den er mit seinen Taten zuletzt erkämpft hatte, traf ihn eine hinterrücks abgefeuerte Gewehrkugel und nahm ihm das Leben. Doch trotz seiner Meriten wird dem Mittellosen ein stattliches Begräbnis verwehrt. Ein altes Landesgesetz sieht dies so vor, denn die Gläubiger dürfen solange den Leichnam des Schuldners als eine Art Pfand zurückhalten und das Begräbnis verweigern, bis ein Freund oder ein Gutmeinender die Schulden des Toten begleicht. Und so kommt der Leichnam des Alten in den Schuldturm. Wie konnte es soweit kommen? Der alte Charolais hatte sich hoch verschuldet, um seine Soldaten und Söldner, vom Staat allemal schlecht bezahlt, niemals hungern lassen zu müssen und stattdessen deren Versorgung mit seinen eigenen Mitteln finanziert. Der junge Charolais kann die benötigte Summe, um den Leichnam des Alten auszulösen, nicht aufbringen. Für ihn, der seinen Vater innig liebte, ist diese Situation eine ungeheure Qual.
Rettung naht erst in der Person eines alten Senatspräsidenten. Der weise Mann, dem dieser Fall zur Entscheidung vorgelegt wird, ist beeindruckt vom Aufopferungswillen des jungen Charolais und hofft, in ihm den idealen Schwiegersohn, den Zukünftigen seiner Tochter Désirée, gefunden zu haben. Der mächtige Staatsdiener begleicht daraufhin die Schulden des Toten, überträgt dem jungen Charolais seinen Besitz und gibt ihm seine Tochter zur Frau. Doch beider Glück währt nicht lang. Désirée gerät eines Tages unschuldigerweise durch ihren Vetter in den Verdacht, Ehebruch begangen zu haben. Als Charolais, ihr Ehemann, davon erfährt, bringt er diesen um. Seine Frau aber unterstellt er der Gerichtsbarkeit ihres eigenen Vaters, der qua Gesetz dazu verpflichtet ist, sein eigen Fleisch und Blut wegen Ehebruchs zum Tode zu verurteilen. Dieses soll durch Verbrennung bei lebendigem Leibe geschehen. Désirée steht schon auf dem Scheiterhaufen, da setzt plötzlich der Regen ein, verhindert die Durchführung dieses grausamen Verdikts und rettet Désirée das Leben. Das Volk erkennt diesen Eingriff der Natur als Gottesurteil an. Charolais, der bereits an seiner Urteilsfähigkeit gezweifelt hatte, bereut zutiefst seine Unbarmherzigkeit und nimmt seine Frau wieder bei sich auf.

## Produktionsnotizen
Der Graf von Charolais wurde ab März 1922 in Berlin gedreht, passierte am 14. August 1922 die Filmzensur und wurde mit Jugendverbot belegt. Die Uraufführung fand am 8. September 1922 statt. Die Länge des Sechsakters betrug 2812 Meter.
Die Bauten stammen von Karl Görge und wurden von Robert Neppach umgesetzt.
Der als Bühnenschauspieler bereits seit 15 Jahren im Ruhestand befindliche Rudolf Rittner gab hier sein Filmdebüt.

## Literarische Vorlage
Der Autor der literarischen Vorlage, Richard Beer-Hofmann, hatte an dem Trauerspiel bis zum September 1904 zweidreiviertel Jahre lang geschrieben. Am 10. Februar 1905 feierte das Stück in München Theaterpremiere. Der Film besitzt, anders als Beer-Hofmanns Stück, ein versöhnliches Ende.

## Kritik
„Das Sujet weicht in einigen Punkten zu seinem Vorteile zu dem als Vorwurf dienenden Bühnenwerke ab und ist durchgehend packend gehalten, wie auch die Regie in anerkennenswerter Weise die Bildwirkung der Spielszene untergeordnet [hat]. Die Aufmachung ist sorgfältige Arbeit, die Darstellung ausgezeichnet, besonders das Paar Dieterle-May (Graf und Gräfin) und nicht zuletzt Klöpfer als Präsident.“